# Kim Kong
Cet article possède un paronyme, voir King Kong.
Kim Kong est une série télévisée française créée par Simon Jablonka et Alexis Le Sec, réalisée par Stephen Cafiero et diffusée sur Arte le 14 septembre 2017. Il s'agit d'une mini-série de trois épisodes qui s'inspire de l'enlèvement de Shin Sang-ok et Choi Eun-hee par la Corée du Nord en 1978.

## Synopsis
Mathieu Stannis est un réalisateur de films d'action commerciaux, désabusé vis-à-vis de son métier. Kidnappé, il se réveille dans un pays asiatique, où ses ravisseurs lui annoncent qu'il va réaliser un film conçu par le dictateur local, féru de cinéma. Ce dernier, despote communiste ressemblant au dirigeant nord-coréen Kim Jong-un, a en effet écrit un remake de King Kong à la gloire de son régime.
Devant composer avec le scénario caricatural du dictateur, des moyens techniques limités et une équipe peu qualifiée, le réalisateur français réussit peu à peu à faire sa place. Il noue des liens avec les membres de son équipe, dont il révèle les talents cachés, et finit par se plaire dans cette situation contrainte mais qui lui apporte une liberté artistique inédite.

## Fiche technique
- Titre français : Kim Kong
- Titre anglais : Kim Kong
- Réalisation : Stephen Cafiero[1]
- Scénario : Simon Jablonka et Alexis Le Sec[1]
- Musique originale : Erwann Kermorvant
- Photographie :
- Production : Thomas Bourguignon[1]
- Sociétés de production : Kwaï, Armance, Arte France[2]
- Société de distribution :  Arte France et Allemagne[2] et FremantleMedia International
- Format : Couleur
- Durée : trois épisodes de, 45, 51 et 46 minutes[2],[3]
- Genre : Comédie
- Pays de production :  France
- Date de sortie : France : 14 septembre 2017

## Distribution
- Jonathan Lambert : Mathieu Stannis
- Audrey Giacomini : Yu Yu
- Frédéric Chau : Choi Han Sung
- Anthony Pho : Dang Bok
- Christophe Tek : Le Commandeur
- Stephen Cafiero : Léo Duval
- Henri Courseaux : L'ambassadeur

## Projet et réalisation

### Production
La série s’inspire d'un fait réel survenu dans les années 1980 : Shin Sang-ok, cinéaste sud-coréen, avait été enlevé sur ordre de Kim Jong-il - alors responsable des affaires culturelles de la Corée du Nord - et contraint de réaliser des films de propagande,.

### Tournage
Le tournage des scènes asiatiques s'est déroulé en Thaïlande.